# Nonnenmühle (Uehlfeld)
Nonnenmühle ist ein Gemeindeteil des Marktes Uehlfeld im mittelfränkischen Landkreis Neustadt an der Aisch-Bad Windsheim in Bayern. Nonnenmühle liegt in der Gemarkung Uehlfeld.

## Geografie
Die Einöde liegt an der Weisach und am Kressengraben, der dort als linker Zufluss in die Weisach mündet. 0,5 km nordwestlich liegt das Waldgebiet Kuckuck, 1 km südlich erhebt sich der Rote Berg. Die Kreisstraße NEA 1 führt nach Tragelhöchstädt (1,3 km westlich) bzw. nach Uehlfeld zur Bundesstraße 470 (1 km östlich).

## Geschichte
Ursprünglich war die Nonnenmühle Teil von Nonndorf. Im Zweiten Markgrafenkrieg (1552) wurde Nonndorf zerstört. Lediglich die Mühle wurde wieder aufgebaut. Das Alter der Nonnenmühle, des ehemals ältesten Gebäudes des Weilers, konnte laut dendrochronologischer Untersuchung auf 1682 datiert werden. Es gab auch Anzeichen in den Archiven auf eine Existenz der Mühle vor dem Dreißigjährigen Krieg.
Gegen Ende des 18. Jahrhunderts gab es in Nonnenmühle ein Anwesen. Das Hochgericht übte das Centamt Höchstadt des Hochstifts Bamberg aus, was aber vom brandenburg-bayreuthischen Kasten- und Jurisdiktionsamt Dachsbach strittig gemacht wurde. Die Mühle hatte das Domkapitel Bamberg als Grundherrn.
Von 1797 bis 1810 unterstand der Ort dem Justizamt Dachsbach und Kammeramt Neustadt. Im Rahmen des Gemeindeedikts wurde Nonnenmühle dem 1811 gebildeten Steuerdistrikt Uehlfeld und der 1813 gebildeten Ruralgemeinde Uehlfeld zugeordnet. Mit dem Zweiten Gemeindeedikt (1818) wurde es der neu gebildeten Ruralgemeinde Tragelhöchstädt zugewiesen. 1948 wurde der Ort wieder nach Uehlfeld umgemeindet.
Die Mühle selbst war seit 1984 nicht mehr bewohnt. Sie wurde im Jahr 2013 abgebaut und wird demnächst auf dem Museumsgelände des Freilandmuseums Bad Windsheim neu errichtet.

### Baudenkmal
- Haus Nr. 1: Mühle[8]

### Einwohnerentwicklung
| Jahr      | 001818 | 001840 | 001861 | 001871 | 001885 | 001900 | 001925 | 001950 | 001961 | 001970 | 001987 | 002017 |
| Einwohner | 12     | 15     | 16     | 17     | 18     | 12     | 11     | 7      | 6      | 6      | *      | 4      |
| Häuser    | 2      | 2      |        |        | 2      | 2      | 2      | 2      | 2      |        | *      |        |
| Quelle    | [ 10 ] | [ 11 ] | [ 12 ] | [ 13 ] | [ 14 ] | [ 15 ] | [ 16 ] | [ 17 ] | [ 18 ] | [ 19 ] | [ 20 ] |        |

## Religion
Der Ort ist seit der Reformation evangelisch-lutherisch geprägt und bis heute nach St. Jakob (Uehlfeld) gepfarrt.